# Coirós (parroquia)
Coirós (llamada oficialmente San Xulián de Coirós) es una parroquia española del municipio de Coirós, en la provincia de La Coruña, Galicia.

## Entidades de población
Entidades de población que forman parte de la parroquia:
- Bullo (O Bullo)
- Casela (A Casela)
- Chás (Os Chás)
- Coirós de Abajo (Coirós de Abaixo)
- Coirós de Arriba
- Espenuca (A Espenuca)
- Meijón Frío (Meixonfrío)

## Demografía
| Gráfica de evolución demográfica de Coirós entre 2000 y 2019 |
|                                                              |
| Datos según el nomenclátor publicado por el INE.             |